# Chiesa di Sant'Alessandro (Paladina)
La chiesa di Sant'Alessandro conosciuta anche come la chiesa dei Santi Alessandro, Gervasio e Protasio è la parrocchiale di Paladina, situata in piazza Vittorio Veneto n. 6, in provincia e diocesi di Bergamo, inserita nel vicariato di Almenno-Ponteranica-Villa d'Almè. La chiesa è tra le più antiche del territorio bergamasco.

## Storia
Un antico atto di donazione dell'856, del vescovo Guala di Bergamo scritto su cartapecora, cita una basilica  “intitolata ai Santi Alessandro e Nazario, sita in "Pallatina” Successivamente inserita nelle chiese presenti a Paladina nel 1260 nell'elenco delle chiese che dovevano versare un tributo alla chiesa di Roma, indicata come “ecclesia Sancti Alexandri de Palatina”. Sarà poi il 1360 nella “nota ecclesiarum”, voluta da Bernabò Visconti per imporre tributi in base alle chiese bergamasche da versare alla famiglia Visconti di Milano e alla chiesa romana, a indicare nuovamente la presenza di una chiesa intitolata al santo di Bergamo.
L'intitolazione al santo martire di Bergamo avvenne il 18 ottobre 1545 da Vittore Soranzo presente a Bergamo in qualità di coadiutore dell'allora vescovo Pietro Bembo, che a Bergamo pare non fu mai presente.
La chiesa fu visitata dal santo Carlo Borromeo nell'autunno del 1575, gli atti la indicano come capella curata sussidiaria di quella di Breno. Compare indicata come parrocchia, proprio in questa occasione fu fatta richiesta da parte dei fedeli di smembrarla e di renderla autonoma, cosa che avvenne nel 1577 dove sul documento “Beneficiorum ecclesiasticorum 1577” risulta unita a quella di Breno. La piena autonomia con l'elevazione a parrocchia avvenne ufficialmente solo il 14 ottobre 1586, come indicato dalla relazione del vescovo Giovanni Paolo Dolfin che visitò la chiesa durante la sua presenta di pastore della diocesi. Risulterà nel 1666 nella relazione del cancelliere Giovanni Giacomo Marenzi che la chiesa godeva dell'autonomia anche di nomina dei paesani, recita infatti: “iuspatronato di persone laicali”.
Nel 1781 si decise la costruzione di un nuovo edificio di culto su progetto di Giovanni Maironi da Ponte, indicato come capomastro, e anche progettatore, la prima pietra fu posta il 3 agosto. La chiesa era terminata nel 1791.
Nel Novecento l'edificio fu oggetto di lavori di ricostruzione e mantenimento con ampliamento dell'aula, la formazione del transetto e il rifacimento del presbiterio, venendo poi nuovamente consacrata il 23 settembre 1939 dall'allora vescovo Adriano Bernareggi che fece dono delle reliquie dei santi Bonifacio, Alessandro e Fortunato, poste nel nuovo altare maggiore. Nella seconda metà del novecento fu posto il nuovo portale bronzeo, venne posta la vetrata progettata da Mino Marra e realizzata da Vincenzo Villa.
Con decreto del 27 maggio 1979 la chiesa di Sant'Alessandro di Paladina fu inserita vicariato locale di Almenno San Salvatore - Ponteranica - Villa d’Almé dal vescovo Giulio Oggioni.

## Descrizione

### Esterno
La chiesa è posta lungo il percorso viario cittadino; la facciata intonacata è anticipata da una gradinata di cinque alzate che la elevano. Il fronte principale si compone di una parte centrale inserita in grandi semicolonne che poggiano su alta zoccolatura terminanti con capitelli d'ordine corinzio che reggono la trabeazione e il timpano triangolare, dove è posta l'iscrizione dell'intitolazione. Quattro statue di angeli coronano la facciata.
Il portale completo di paraste e architrave in pietra ha nella parte superiore la finestra rettangolare atta a illuminare l'aula e completa di balconcino, paraste e timpano triangolare.

### Interno
L'interno a croce latina si sviluppa, per la parte iniziale, su quattro campate divise da lesene che sorreggono il fregio che prosegue con il cornicione da dove s'imposta la volta a botte. Il fonte battesimale è posto subito a sinistra presso la controfacciata, mentre a destra si conserva una lapide commemorativa. L'aula prosegue con le cappelle dedicate a san Giuseppe, a sant'Anna, alla zona penitenziale, ai pulpiti, per terminare nella zona centrale, dove nel transetto di sinistra vi è l'altare dedicato alla Madonna del santissimo Rosario, mentre a destra l'altare del Sacro Cuore di Gesù.
La zona presbiteriale a pianta rettangolare è rialzata da tre gradini. Il coro termina con la copertura da catino.